# Demonax salvazai
Demonax salvazai là một loài bọ cánh cứng trong họ Cerambycidae.